# Stalkruid
Stalkruid (Ononis) is een groot geslacht van eenjarige en meerjarige, kruidachtige planten en struiken uit de vlinderbloemenfamilie (Leguminosae). Het geslacht komt van nature voor in Europa. De meeste van de circa zeventig soorten komen voor in het Middellandse Zeegebied.
Componenten uit stalkruiden zijn etherische oliën, flavonoïden, glycosiden en tanninen.
Stalkruiden zijn de waardplant van een groot aantal Lepidoptera zoals  Coleophora, die zich uitsluitend met Ononis arvensis voedt.

## Selectie van (onder)soorten
- Ononis alopecuroides
- Ononis arvensis
- Ononis natrix
- Ononis pusilla
- Ononis reclinata
- Ononis spinosa
  - Ononis spinosa subsp. spinosa (Kattendoorn)
  - Ononis spinosa subsp. procurrens (Kruipend stalkruid)
- Ononis rotundifolia
- Ononis speciosa

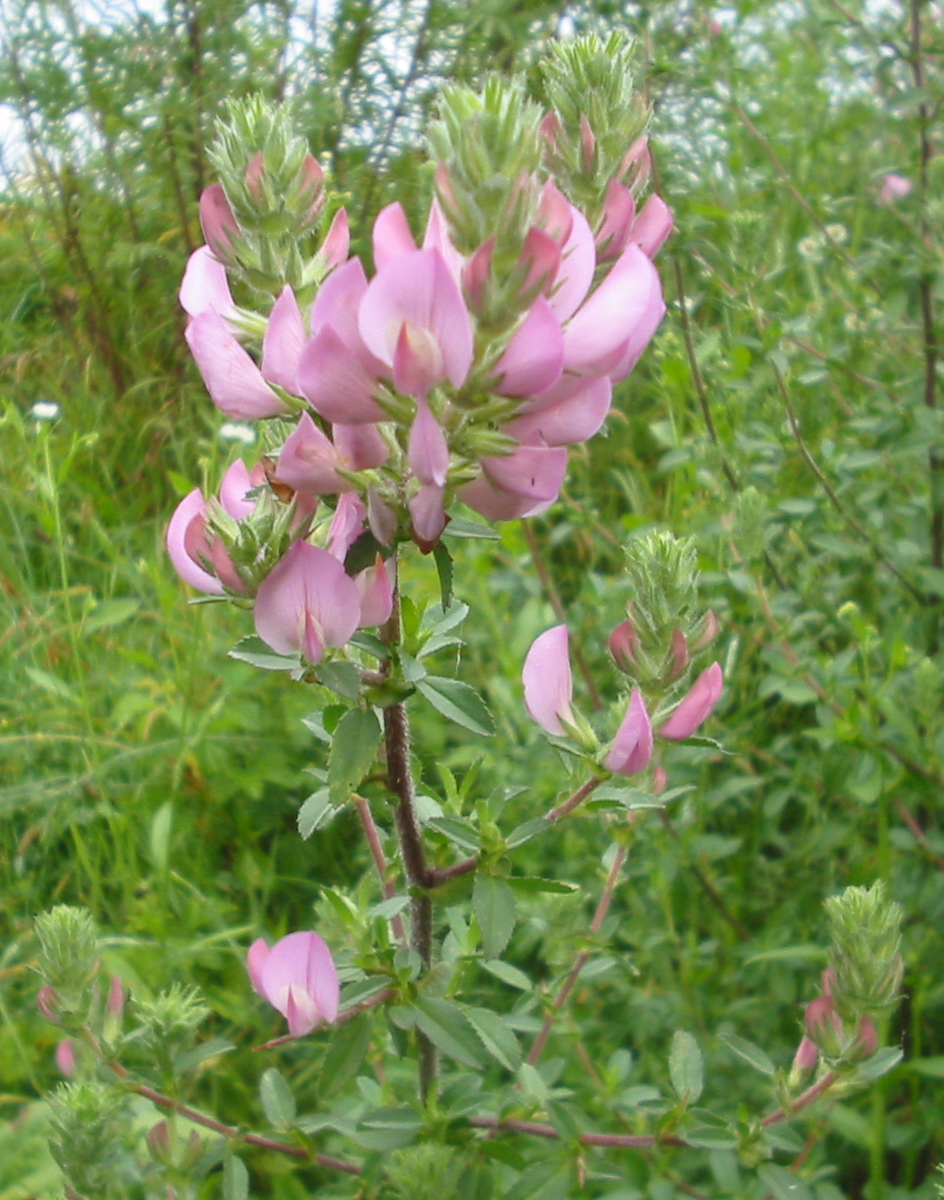
Ononis arvensis
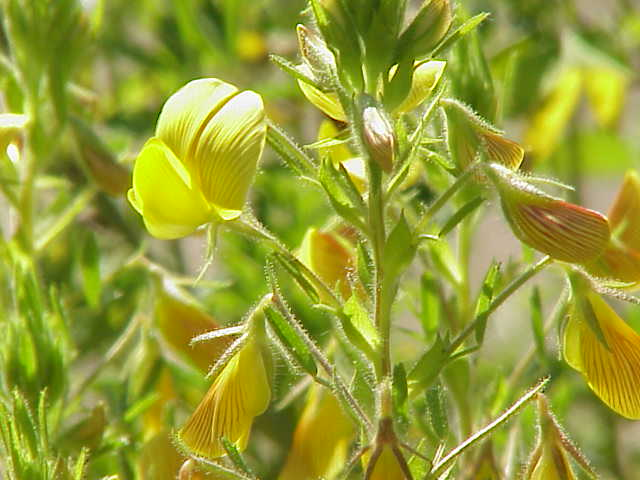
Ononis natrix
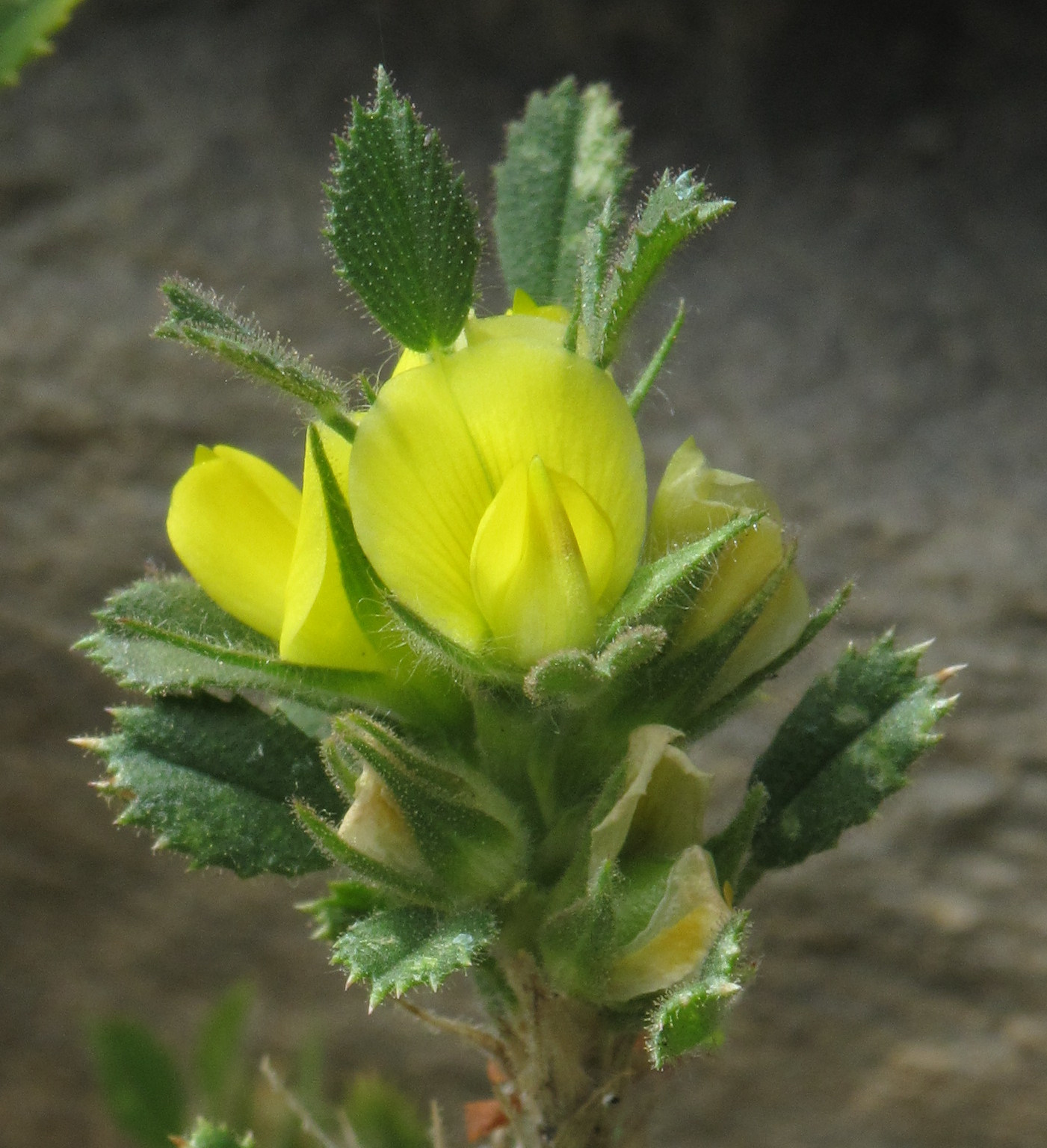
Ononis pusilla
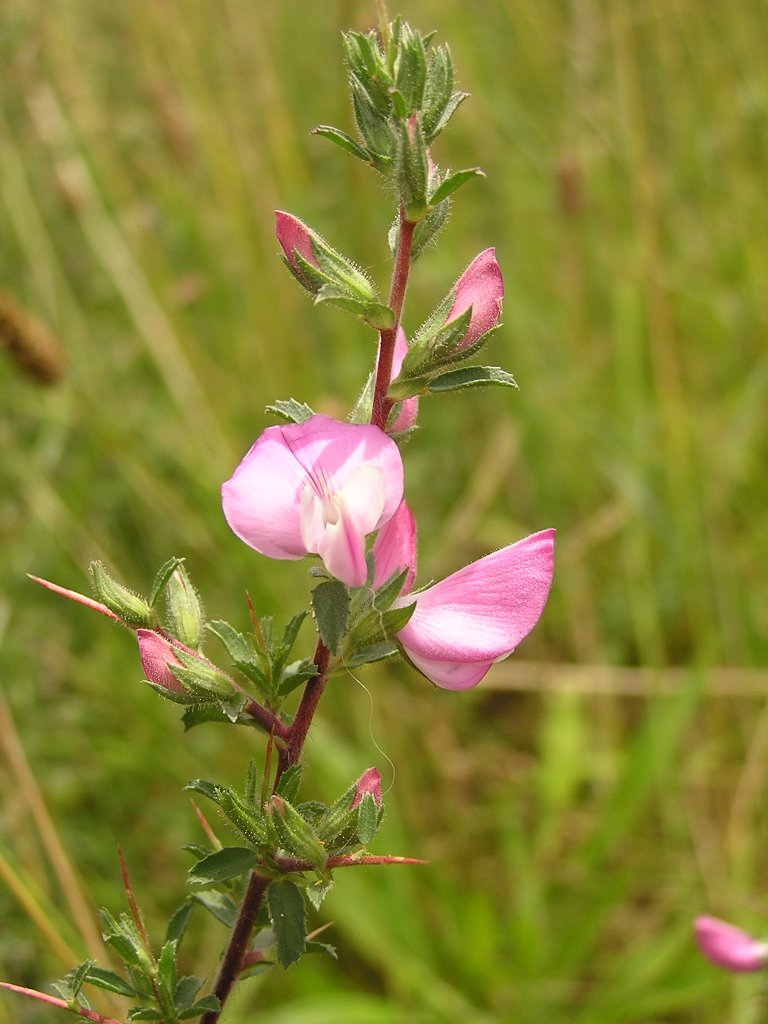
Ononis spinosa